# タップ (変圧器)
変圧器のタップ（英語:tap）とは、変圧器の巻線の途中から端子を出すことがあり, この端子のことをタップと称する。 これによって巻数比が可変となり、出力電圧の調整が可能な変圧器が生産される。タップの選択はタップチェンジャーメカニズムによって行われる。
電力用変圧器には、電圧調整のため、巻線の中間点（通常は高電圧巻線側）にタップが設けられている場合がある。タップは手動で再接続することもできるが、手動または自動のスイッチでタップを変更することもできる。負荷時自動タップ切換器（OLTC：Automatic on-load tap changers）は、送電や配電、アーク炉変圧器などの機器、または高感度負荷の自動電圧調整器などに使用される。音声を拡声器に分配するための音声周波トランスは、各スピーカーのインピーダンスを調整するためのタップを備えている。また、オーディオ用パワーアンプの出力段には、プッシュプル回路でセンタータップ型トランスが使われることがある。AM（Amplitude Modulation）トランスミッタ(送信機)の変調トランスもこれによく似ている。
（16:27, 7 January 2022 UTC）を翻訳

## 電圧の考察
タップが1つしか必要でなければ、タップのポイントは接続での現在の操作の要求を最低限にするために、通常高い電圧もしくは低い電流を生み出すように設定される。しかし、巻数比を可変にすることに利点があるならば変圧器の巻線上にタップを設けることになる。たとえば配電ネットワークでは、大きな変圧器が主要なオフロードタップとオンロードタップを有することがある。巻線の数を最小化し変圧器を物理的に小さくするために逆方向に接続され、それによって電圧を打ち消すことができる主要な巻線の一部である、'逆'巻線が使用されることがある。絶縁体とするためには、巻線の低電圧の終端にタップを置く。これは星型結線における中性点の近くにある。デルタ結線ではタップは通常巻線の中央にある。単巻変圧器では、通常タップは連続巻線、分路巻線、もしくは分路巻線のうち「バックバースト」部の回路に置かれる。

## タップの変更

### オフサーキット(DETC)
低電圧・低出力の変圧器ではタップは接続ターミナルの形式を持ち、手動で巻線が選択されたタップに接続する。このため、変圧器の電源が切られているときにだけ作動するように設計されており、電源リードへの接続が絶たれることが必要であり、この間に新しいターミナルに接続することができる。このプロセスがロータリースイッチやスライドスイッチによって補助されることもある。
違うタップポイントは違う電圧に対応しているので、短絡を起こし、過大な環流を生み出す恐れがある場合は、2か所への接続を同時に行うことはできない。そのため、機器への電力供給はタップの変更の間中断しなければならない。オフサーキット、もしくは電源を止めるタップ変更(de-energized tap changing (DETC))はしばしば高電圧の変圧器のデザインにおいて使用されるが、恒常的な使用の場合は電力供給の停止が許容できる設備にしか使用できない。配電ネットワークの中では、変圧器は一般的に、公称定格の周りの狭い帯域の中でシステムのバリエーションを適用する一次巻線の上にオフサーキットの複数のタップを含む。タップはしばしば変圧器を最初に設置するときに一回だけ設定されるが、システムの電圧のプロファイルの長期的な変化に適用させるために工事停電の時に変更されることがある。

### オンロードデザイン

タップ位置2と3の間で前後に切換える、機械的なオンロードタップ切換器(OLTC)、またはアンダーロードタップ切換器(ULTC)

多くの変圧器にとって、タップ切換時の電力供給停止は不可能であり、変圧器にはしばしばより高価で複雑な、電源回路を中断せずに電圧変化を起こさせるオンロードタップ切換器(OLTCまたはLTC)(OLTC：On-Load Tap Changers)(LTC：Load Ratio control Transformer)メカニズムが取り付けられる。これは、トランス巻線の物理タップ位置を選択するセレクタスイッチ、セレクタ回路のインピーダンスを増加させ、この電圧差によって循環する電流量を制限するリアクター、タップ変更シーケンス中に電流を流したり遮断する真空スイッチ、タップ変更シーケンス中に動作するバイパススイッチから構成される。 オンロードタップ切換装置は一般にメカニカルで、電子的に補助されるか、完全に電子的である。

#### メカニカルなタップ切換器
メカニカルなタップ切換器は、古い使用中のタップセレクタスイッチを切る前に、物理的な新しい接続を構成するが、ショートした回路に一時的に大きなダイバータインピーダンスを置くために切換開閉器を使用し、高い電流が発生するのを防ぐ。このテクニックは、オープンまたはショートした回路のタップの問題を解決する。抵抗タイプのタップ切換器では、転換は、分流加減器のオーバーヒートを避けるために急速に行わなければならない。ダイバータインピーダンスとしての役割を果たすために、リアクタンスタイプのタップ切換器は専用の予防単巻変圧器を用い、通常無制限にオフタップの装填を支えるようにデザインされる。
典型的なダイバータスイッチは、強力なスプリングが低出力モーター(モータードライブユニット(MDU：Motor Drive Unit))によってしっかりと張られ、タップ変更をもたらすために急速に切られる。接触によって電弧（アーク）が発生することを減らすために、タップ切換器は絶縁油で満たされた室もしくは六フッ化硫黄の容器の中で動作する。リアクタンスタイプのタップ切換器は、オイルの中で動作するとき、単巻変圧器によって誘導されるフライバックが生成されることを許容しなければならず、一般に切換開閉器と平行に置かれた真空の容器を含む。タップ変換の間、フライバックは容器の中で二つの電極の間に電位差を起こし、いくらかのエネルギーが切換開閉器を横断してフラッシュする代わりに容器を貫いたアーク放電によって放散される。
多少の電弧（アーク）の発生は不可避で、タップチェンジャーのオイルとスイッチ接触の両方は使用によってゆっくり劣化する。タンクオイルの汚染を防止しメンテナンスを容易にするために、切換開閉器は通常主要な変圧器が入っている容器から区切られた部屋の中で動作し、しばしばタップ選択スイッチはその区画に置かれる。その時すべてのタップはターミナルの配列を通じて、タップチェンジャー区画に置かれる。
オンロードマシンのタップ切換器の1つの可能なデザイン(フラグタイプ)を右に示す。右手接続経由で直接電力を供給している状態で、タップ位置2で操作を開始する。分流加減器Aはショートする。分流加減器Bは使われていない。
タップ3に移動するとき、以下のことが行われる。
1. オフロード命令によりスイッチ3が閉じられる。
2. ロータリースイッチは回り、1つの接続を切って分流加減器Aを通る負荷電流を供給する。
3. ロータリースイッチは回り続け、AとBを接続する。分流加減器AとBに電力が供給され、回路はAとBをつなぐ。
4. ロータリースイッチは回り続け、Aとの接続を切る。回路がAとBをつながなくなり、Bのみに電力が供給される。
5. ロータリースイッチは回り続け、は分流加減器Bをショートさせる。左手接続経由で直接電力が供給される。Aは使用されない。
6. オフロード命令によりスイッチ2が開かれる。

このシーケンスはタップ位置2に戻るときに逆に実行される。

#### サイリスタで補助されたタップ切換器

二組のサイリスタ(T1,T2)により無電弧タップ切換を実現した例

おもな接触が1つのタップから次に切り替わる間、オンロードの電流を取るために、サイリスタで補助されたタップ切換器はサイリスタを使用する。これは主な接触の上での電弧（アーク）の発生を防止し、より長い耐用年数をもたらすことができる。弱点はこれらのタップ切換機がより複雑で、またサイリスタ制御回路のために低圧電源を必要とするところである。

#### ソリッドステート(サイリスタ)タップ切換器
これは負荷電流を切り換えることと定常状態において負荷電流をやり過ごすためにサイリスタを使用するものであり、比較的最近開発された。弱点は選択されていないタップに接続された非導電性サイリスタのすべては漏れた電流によって電力を消費していること、短絡への耐性が小さいことである。この電力が合計で数キロワットになることがある。これは熱として除去する必要があり、タップ切換器のサイズと重量を減らすコンパクトなデザインと引き換えに、変圧器の効率の低下を引き起こしている。ソリッドステートタップ切換器は一般に、より小さな電力の変圧器の上でのみ使用される。